# Kilkenny (Nuevo Hampshire)
Kilkenny es un municipio ubicado en el condado de Coös en el estado estadounidense de Nuevo Hampshire. En el año 2010 tenía una población de 0 habitantes y una densidad poblacional de 0 personas por km².

## Geografía
Kilkenny se encuentra ubicado en las coordenadas 44°29′42″N 71°23′10″O / 44.49500, -71.38611. Según la Oficina del Censo de los Estados Unidos, el municipio tiene una superficie total de 66.41 km², de la cual 66,36 km² corresponden a tierra firme y (0,08 %) 0,05 km² es agua.

## Demografía
Según el censo de 2010, había 0 personas residiendo en Kilkenny. La densidad de población era de 0 hab./km². De los 0 habitantes, Kilkenny estaba compuesto por el 0 % blancos. Del total de la población el 0 % eran hispanos o latinos de cualquier raza.